# Les Useres
Les Useres, en valencien, ou Useras, en castillan (dénomination officielle bilingue depuis le 7 mars 1985,), est une commune d'Espagne de la province de Castellón dans la Communauté valencienne. Elle est située dans la comarque de l'Alcalatén et dans la zone à prédominance linguistique valencienne.

## Sites et monuments

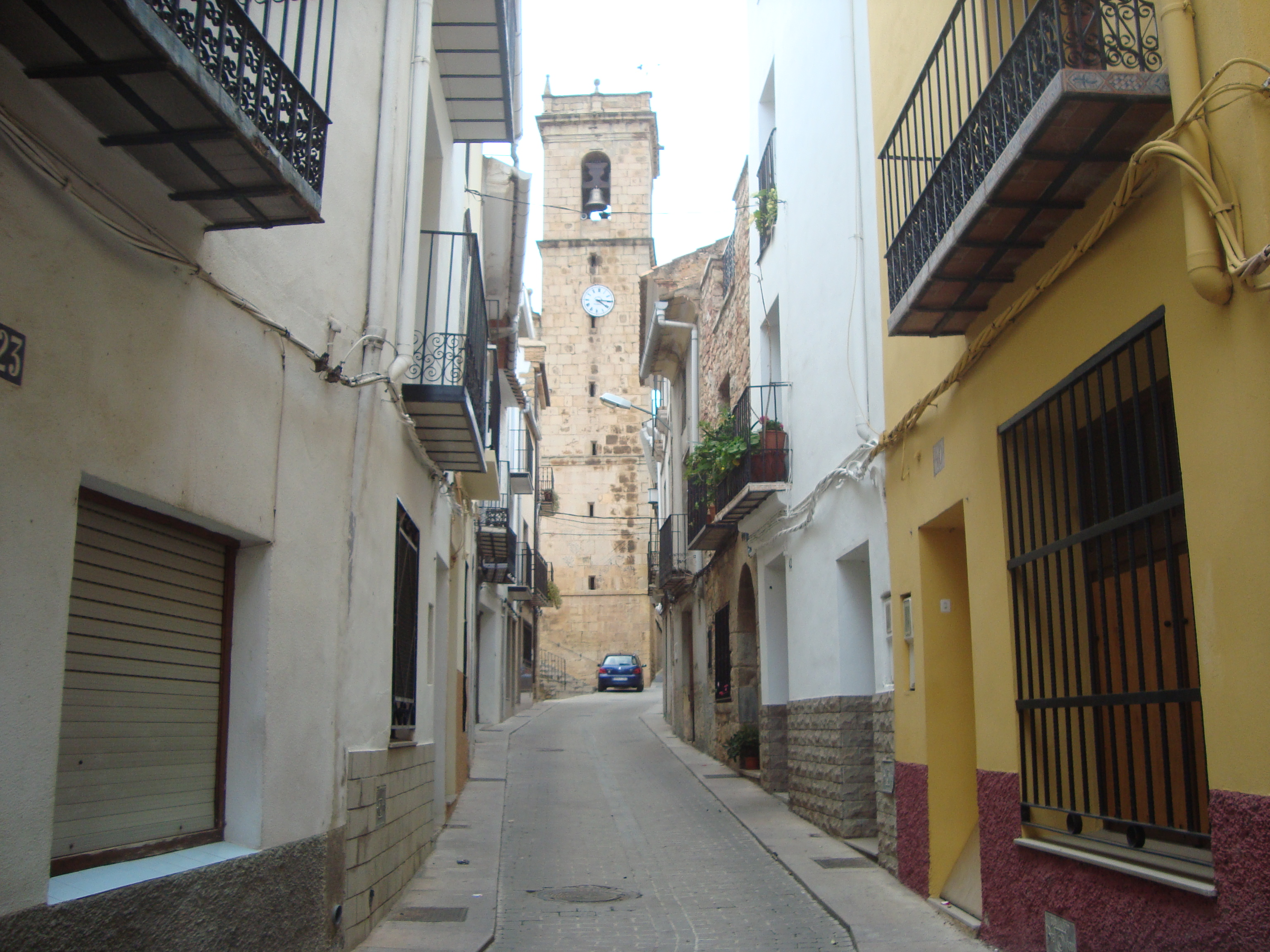
Les Useres

### Lien externe

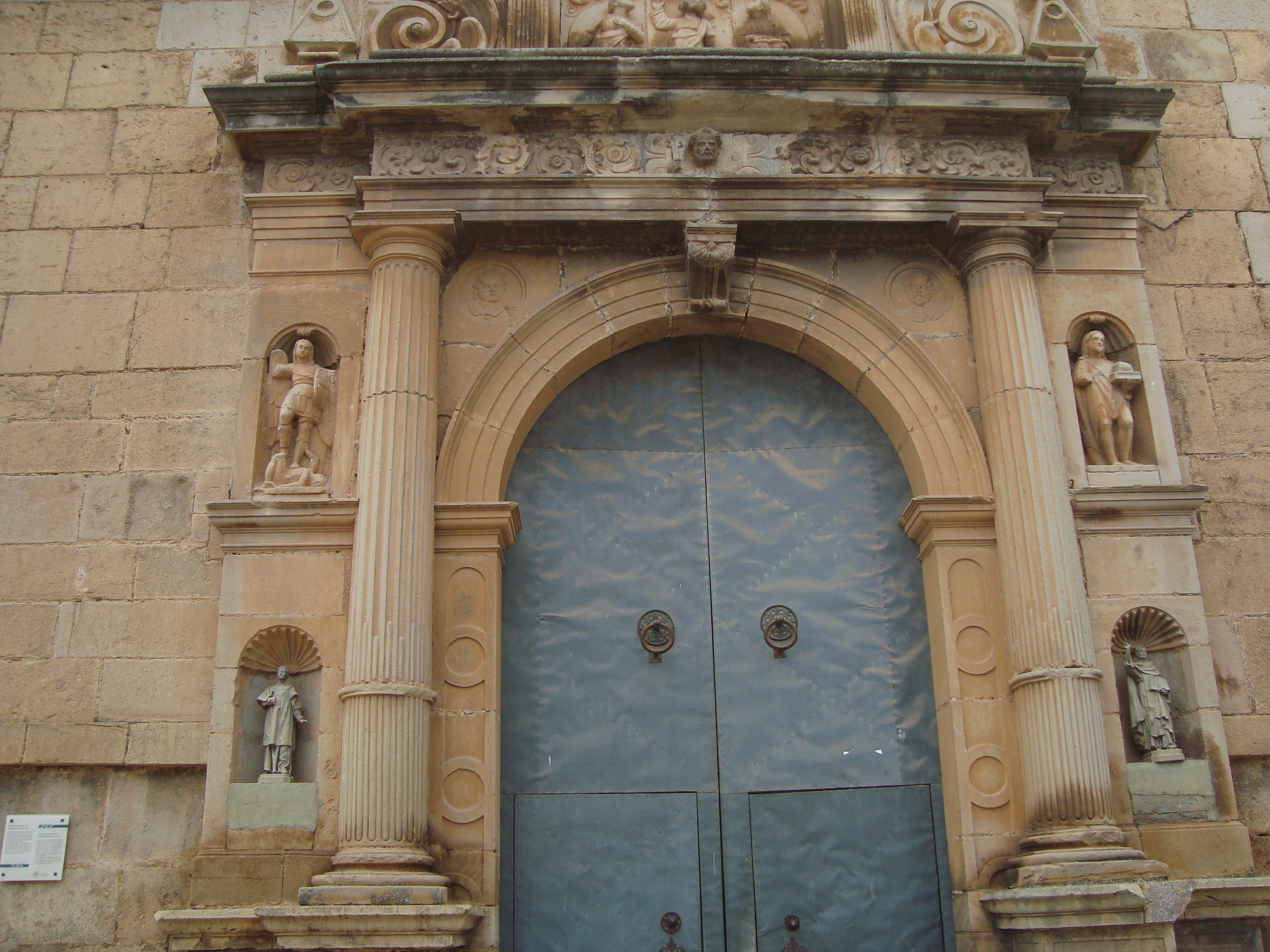
Les Useres

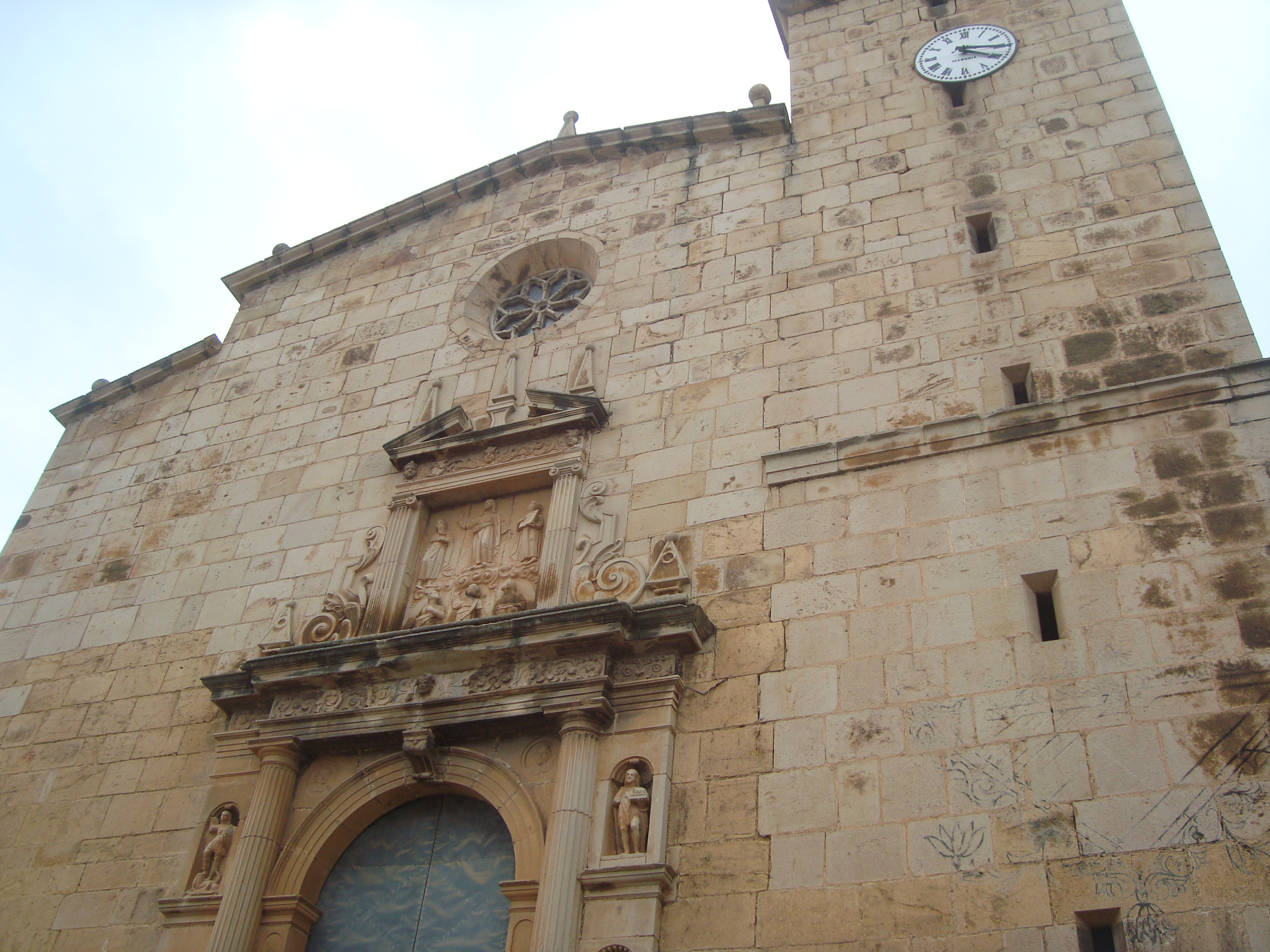
Les Useres

## Géographie

Localisation de Les Useres
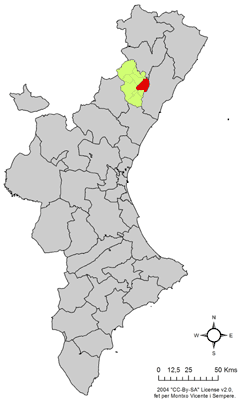
dans la Communauté valencienne.
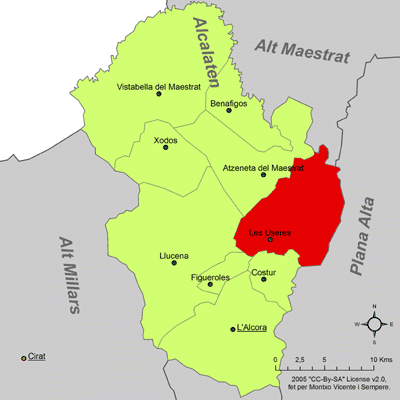
dans la comarque de l'Alcalatén.